# Американски протестантски училища в Самоков
Американските протестантски училища в Самоков, създадени (мъжкото в Пловдив и девическото в Стара Загора) през 1860 г., са първите протестантски училища в България и сред най-ранните американски училища извън Съединените американски щати.
Техният наследник в светското образование – обединеният Американски колеж в София, е считан днес за най-старото американско училище извън територията на САЩ.

## История
Девическото училище е преместено от Стара Загора в Самоков през 1871 г., като е преименувано в Девическо бордово училище през 1881 г. Започва в Самоков с директорка, 2 учителки и 35 ученички, които се увеличават до 120 девойки през 1900-те години. Задължителните държавни образователни стандарти са въведени след 1894 г., с което е приравнено с гимназиите в страната.
Мъжкото училище е преместено от Пловдив под името Богословски пастирски курс в Стара Загора през 1869 г. и в Самоков през 1872 г. Наречено е Богословска семинария, преименувана на Американски колегиум и богословски институт след 1881 г. В училището се обучават годишно по 90 младежи. Общодържавните образователни стандарти на българските гимназии са въведени в него след 1889 г.
След Първата световна война е взето решение за закриване на американските училища, но то не е изпълнено поради силния обществен натиск. През 1929 г. светското образование е прехвърлено в село Симеоново край София (сега неин квартал) под името Американски колеж, а Богословският институт е закрит. През 1932 г. в Самоков се открива Евангелска богословска семинария, съществувала до 1944 г.